# أمين تقي الدين
أمين بن سعيد بن محمود بن حسين تقي الدين (7 تشرين الثاني (نوفمبر) 1884 - 31 أيار (مايو) 1937) كاتب وشاعر ومحامي وصحافي سياسي لبناني انخرط في الصحافة اللبنانية والسياسة. ولد تقي الدين في بعقلين في قضاء الشوف، وأكمل دراسته في بيروت ثم سافر إلى مصر وأصدر مجلة الزهور مع أنطون الجميل. عمل محاميًا في بيروت حتى وفاته إثر أزمة قلبية. اشتهر بأعماله المنشورة في مجالات الأدب والقانون.

## حياته
ولد أمين تقي الدين في 7 تشرين الثاني (نوفمبر) 1884 في قرية بعقلين اللبنانية في قضاء الشوف لعائلة درزية من أصل عربي. شغل والده، سعيد تقي الدين، منصب رئيس رابطة خريجي الجامعة الأمريكية في بيروت. كانت عائلته متجذرة بعمق في مختلف مجالات الأدب والسياسة.
بعد أن أكمل تقي الدين سنته الدراسية الأولى في مدرسة القرية، قام والده بتسجيله في سن السابعة في المدرسة الأولى التي تم بناؤها للدروز في عبيه. درس اللغة العربية هناك لمدة عامين وحظي بفرصة التعلم على يد المؤلف اللغوي علي ناصر الدين الذي كان له أثر كبير في تنمية موهبة تقي الدين الأدبية.
في عام 1896، انتقل تقي الدين إلى مدرسة الحكمة الثانوية في بيروت وأنهى دراسته الثانوية في سن الخامسة عشرة. في ثانوية الحكمة، كان الراحل وديع عقل زميلًا له، وتلقى تقي الدين تعليمه من عالم النحو العربي الشيخ عبد الله بستاني. في بيروت، اكتشف تقي الدين حبه للأدب العربي والفرنسي.
عند الانتهاء من دراسته الثانوية، بدأ تقي الدين دراسة اللغة الإنجليزية في الكلية السورية البروتستانتية، والتي تُعرف الآن باسم الجامعة الأمريكية في بيروت. درس هناك لمدة عامين. وبتعلمه هناك، ازدادت معرفته ثراءً وزاد توقه إلى الحرية والاستقلال.
سافر إلى إسطنبول قلب الدولة العثمانية التي أزعجتها حركة النهضة العربية. ثم وصل إلى مصر حيث درس القانون في مكتب إسكندر بن عمون. بين عامي 1910 و 1912، ساعد الراحل أنطون الجميل في إصدار مجلة الزهور، وهي منبر لشعراء وكتاب معاصرين بارزين، حيث روج للوطنية ووجه الشباب ليتبعوا «الطريق الصحيح».
قبل اندلاع الحرب العالمية الأولى عام 1913، عاد تقي الدين إلى وطنه. بعد فترة وجيزة من استقراره في قريته، استدعته السلطات العسكرية؛ إذ كان قد حكم عليه بالإعدام غيابيا. نصحت السلطات تقي الدين سرا بالاختباء، حيث كان قائد درك «بيت الدين» في طريقه لإحضاره. انطلق تقي الدين إلى مزرعة يملكها والديه في ضواحي بعقلين. حرص هناك على كتابة المقالات وتأليف الشعر وترجمة رواية بعنوان «قصة شاب فقير» من الفرنسية إلى العربية. وافته المنية ولم يتبق سوى 10 صفحات بحاجة للترجمة، فشرع خليل تقي الدين، ابن أخيه الراحل، في ترجمة باقي الصفحات.
يُعتقد أن أمين تقي الدين حُكم عليه بالإعدام وأنه تهرب من السلطات التركية لفترة طويلة حتى استقلال لبنان أخيرًا من العثمانيين. روى أمين تقي الدين لاحقًا قصته الكاملة، أي كيف أفلت من قبضة الأتراك، في مقابلة مع مجلة لبنانية.

### الزواج والأطفال
في عام 1912 عاد من مصر إلى لبنان ليتزوج نبيهة عبد الملك ابنة الشيخ أمين عبد الملك ابن عمه. لم تكن عودته الأولى منذ عام 1903؛ إذ عاد لأول مرة عام 1909، ليقابل ويتعرف على أقاربه بعد غياب طويل، ومن بين أولئك الذين تعرف عليهم نبيهة. كان الشيخ عبد الملك متشبثًا بالتقاليد للغاية وأراد لابنته أن تبقى في لبنان مع زوجها المستقبلي، بينما أراد أمين الانتقال معها إلى القاهرة حيث يعمل. وهكذا عاد أمين إلى مصر بمفرده وبدأ في التراسل سراً مع خطيبته من خلال شقيقه الأصغر فؤاد، وظافر خليل المشعلاني الذي كان صديقاً لنبيهة.

## الوفاة والذكرى
توفي في بيروت بتاريخ 31 أيار 1937 متأثراً بنوبة قلبية. أقيمت جنازته في بعقلين، وأطلق اسمه على أحد شوارع بيروت في تل الخياط.
في 10 كانون الثاني/يناير 1968، أقيم له مهرجان تذكاري في قاعة اليونسكو ببيروت، تحدث فيه مجموعة من الشعراء والكتاب عن الذكرى الثلاثين لوفاته.

## مسيرته المهنية
بعد أن أنهى دراسته في مدرسة الحكمة عام 1905 سافر إلى مصر، حيث مكث فيها 5 سنوات، عمل في البداية كصحفي في صحيفة الظاهر اليومية، التي يملكها المحامي محمد أبو شادي. التحق لاحقًا بكلية الحقوق الخديوية وتخرج بدرجة البكالوريوس من جامعة ديجون في فرنسا، حيث اعتاد السفر لحضور الفصول الدراسية هناك في نهاية كل عام.

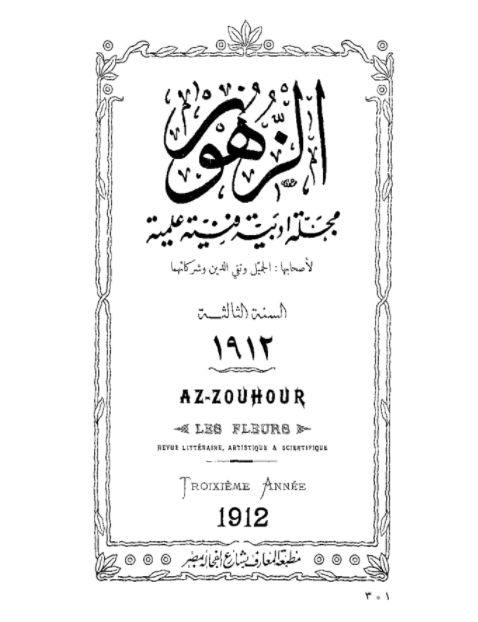
الزهور 1912

طلب صديقه أنطون الجميل مساعدته في إصدار مجلة الزهور فساعده وأصبحا شريكين منذ العدد الرابع للمجلة في يونيو 1911. كانت الزهور مجلة أدبية شهرية تحظى بتقدير كبير، وتم نشرها بشكل متقطع. استمرت حتى ديسمبر 1913، حيث قادت حركة النهضة العربية في ذلك الوقت.
بعد انتهاء الحرب وفرض الانتداب الفرنسي على البلاد، كلفته السلطات الفرنسية بالإشراف على الإعاشة، وتم تعيينه لاحقًا كعضو في المحكمة التي تم إنشاؤها للنظر في معاملات بيع وشراء العقارات التي تمت خلال الحرب. أمضى تقي الدين عامين في هذا المنصب.
ثم انتقل تقي الدين إلى بيروت وعمل في الصحافة. بدأ الكتابة في جريدة البيرق ثم لجريدة البرق. بعد ذلك، أنشأ مكتب المحاماة الخاص به في عام 1919 مع صديقه جبرائيل نصار، فنجح نجاجاً باهراً حتى صار بعده من أقوى محامي الجزاء في لبنان. وتحول مكتبه في بيروت إلى «نادي شعر» للقاء شعراء وكتاب مثل أصدقائه بشارة الخوري وموسى نمور وميشال زكور ووديع عقل وإلياس فياض وأديب مظهر وإلياس أبو شبك. تزعم الشائعات أن أبا شبك كان يزور تقي الدين في مكتبه ليقرأ له شعره وأن تقي الدين كان يقابله دائمًا بالاهتمام والتحفيز؛ إذ إن هذا الاهتمام والتحفيز هو نفس الدافع الذي كان قد ساهم في تشكيل وتنمية مواهب تقي الدين.
شارك في تأسيس «جمعية الشباب اللبناني» عام 1920. كما انضم إلى «جمعية الأدب العربي» وشارك في تأسيس «رابطة الأدب» التي دعا إليها بشارة الخوري إلى جانب العديد من العلماء والكتاب بهدف الجمع بين الكتاب في لبنان والعالم العربي. شارك كذلك في تأسيس «جمعية خريجي مدرسة الحكمة»، حيث شغل منصب نائب الرئيس. كما كان عضوا في مجلس الطائفة الدرزية.
عام 1921، شغل منصب أمين سر نقابة المحامين في بيروت. في 26 أكتوبر 1923، أعيد انتخابه لولاية أخرى. في عام 1925، رشح ليكون من بين اللجنة المشرفة على تمويل مدارس عبيه.
ترشح تقي الدين للانتخابات النيابية في الأعوام 1925 و 1927 و 1931، لكنه لم ينجح. كما ساهم في تأسيس عدة أحزاب سياسية محلية وانخرط في بعضها لفترة، منها «حزب الاتحاد الديمقراطي» الذي كان عضوا فيه، و «حزب الجبهة اللبنانية» إلى جانب يوسف السوداء، إلياس الخوري وإلياس بعقليني، وكان هدف الحزب هو المطالبة باستقلال لبنان.
عندما اتضح له أن السياسة ليست من نقاط قوته، أدار ظهره لها حتى وافته المنية في 31 مايو 1937. كان عضوا في «المجمع العلمي اللبناني» التي تأسست بموجب مرسوم رئاسي صادر عن شارل دباس في 31 شباط 1928. اجتمعت تلك الجمعية مرتين فقط طوال حياته.

## شخصيته
قيل أن تقي الدين كان محبوبًا من قبل الجميع، وأنه تميز بروح الدعابة، وحسن الملبس، والبلاغة، واللطف، والانفصال عن الملوك وأصحاب السلطة. لم يضع قلمه في خدمة أي من أصحاب السلطة. بدلاً من ذلك، كان قريبًا من الناس؛ لم يسع أبدًا إلى الحصول على الإطراءات أو الكذب على غيره.
كان لبنانياً نزيهاً يعكس شعره وأدبه عواطفه الوطنية. أحب لبنان فأشاد بجمالها وسماءها الصافية. كان معروفًا بولائه لأصدقائه. عندما وافته المنية، لم يكن له الكثير من الأعداء.
تميزت مرافعات أمين في المحكمة ببراعته الخطابية لدرجة أن رئيس محكمة الجنايات الشيخ محمد الجسر قال له ذات مرة: «مهاراتك الخطابية تجعلني أخشى على نظام العدالة. باستخدام حججك، يمكنك جعل الحجة الخاطئة تبدو صحيحة». يقال أنه في يوم من الأيام لجأ شخص إلى الشيخ أمين لحل نزاع أمام محمد الجسر، فكتب أمين لهذا الأخير الأسطر التالية: «أخي الشيخ محمد، كلانا ملزم تجاه حامل رسالتي. لقد رأى فيّ بصيص أمل وفيك حلاً لقضيته. أنا أقدم الأمل. أنت تقدم الحل. تحياتي.» ومن بين القضايا الحرجة التي تناولها في المحكمة قضية اغتيال مدير الداخلية اللبناني أسعد خورشيد.

## الأدب والشعر
كان تقي الدين كاتبًا للمقالات والنثر والشعر. كانت تربطه علاقة وطيدة مع ولي الدين يكن، مدعومة بقيمهما الأخلاقية المتشابهة. كان شعرهما متشابهًا: التناغم نفسه، والذوق نفسه، والنبرة الحزينة نفسها، ونفس البلاغة الإيقاعية والعاطفية، وفقا لإلياس أبو شبكة. كما قيل أن أشعاره كانت «مفعمة بالحيوية والأصالة».
تألف إرثه الأدبي من العديد من الكتب، واشتهر تحديدا بكتابه «أدب المحاماة» وترجمته «الأسرار الدامية» من الفرنسية لجين دي كاستانج.
ألهمت مصر وشكلت شعر الشيخ أمين حيث قرأ لكتاب مصريين ولبنانيين يقيمون في وادي النيل. من بين الكتاب والشعراء الذين عرفهم أحمد شوقي، حافظ إبراهيم، ولي الدين يكن، إسماعيل صبري، محمود سامي البارودي، داود بركات، خليل مطران، سليم سركيس، جرجي زيدان، شبلي ملاط، شبلي شميل، الإمام محمد العبد، وغيرهم من أيقونات الشعر والأدب. ليس ذلك فحسب، بل كان تآخى معهم باعتبارهم زملاء قلمه.
جمع شعره ابنه وسيم. وقد ضاعت فيما بعد خلال أحداث بيروت الدموية وجمعه مرة أخرى نجيب البيني في الآونة الأخيرة. وصفت صياغته بأنها منتقاة بعناية وأناقة.

## آثاره
- ترجم عن الفرنسية الأسرار الدامية لجول دي كاستين.[15]
- آداب المحاماة
- قصائد: جمعها ابنه وسيم، فقدت في أحداث بيروت الدامية، فنهض مؤخراً نجيب البعيني وجمعها مجدداً لطبعها في ديوان.[16][17]

## كتب عنه
- البعيني، نجيب. «أمين تقي الدين: الشاعر والناثر وما قيل فيه»، دار العلوم العربية للطباعة والنشر، 1990.[18][19]

## وصلات خارجية
- أمين تقي الدين في adab.com
- في archive.alsharekh.org
- ديوان أمين تقي الدين في موسوعة الأدب العربي